# روبرت کایانوس

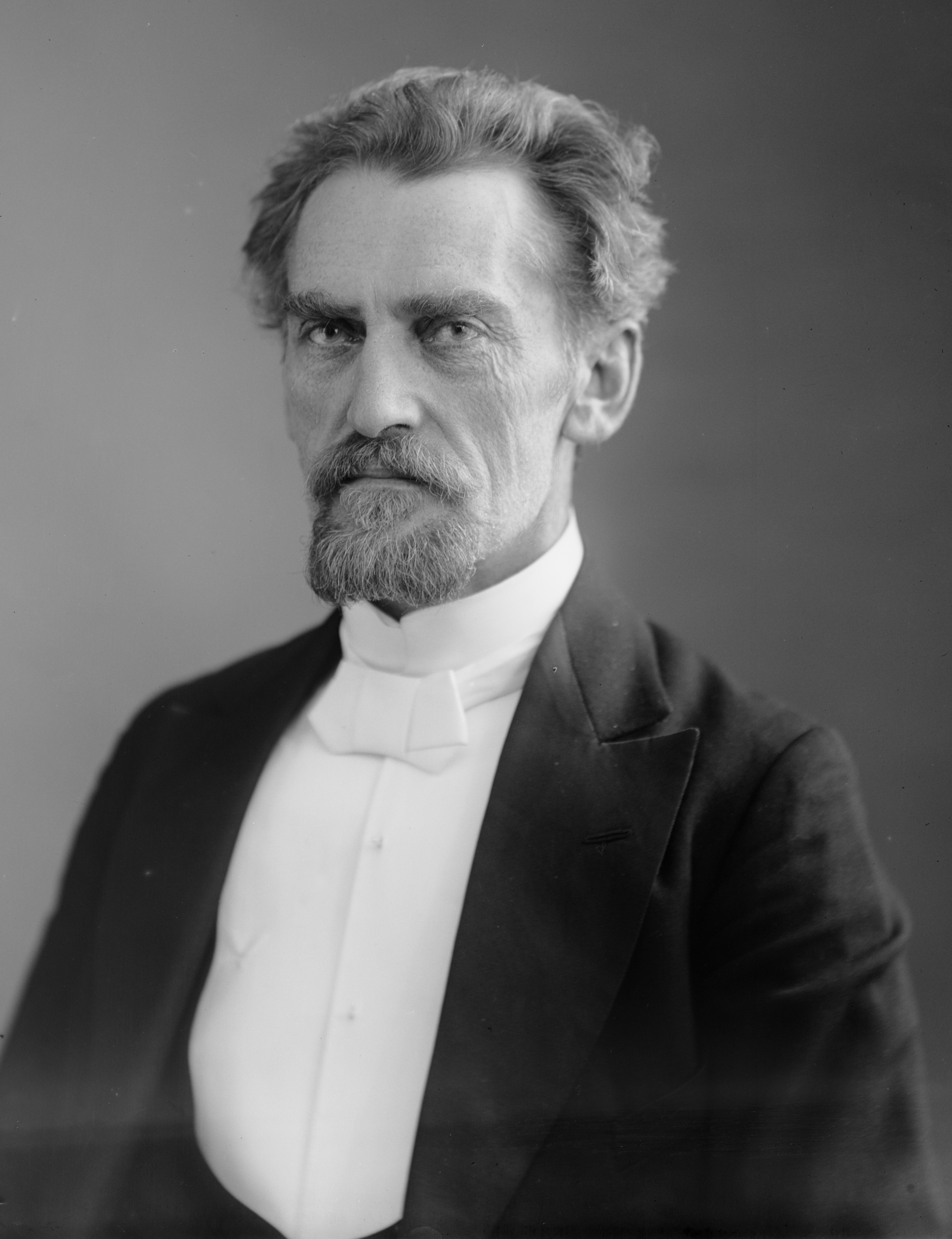
روبرت کایانوس قبل از سال ۱۹۳۳

روبرت کایانوس (انگلیسی: Robert Kajanus) (۲ دسامبر ۱۸۵۶ – ۶ ژولای ۱۹۳۶) رهبر ارکستر، آهنگساز و مدرس فنلاندی بود. در سال ۱۸۸۲، او انجمن ارکستر هلسینکی، اولین ارکستر حرفه‌ای فنلاند را تأسیس کرد. وی به عنوان رهبر ارکستر، مفسر برجسته موسیقی ژان سیبلیوس بود.